# Pielgrzymka do klasztoru św. Judy Tadeusza Apostoła
Pielgrzymka do klasztoru św. Judy Tadeusza Apostoła (orm. Սուրբ Թադեոս առաքյալի վանքի ուխտագնացությունը, pers. ‏مراسم زیارتی کلیسای تادئوس مقدس‎) – odbywająca się corocznie w lipcu, trzydniowa pielgrzymka do klasztoru św. Judy Tadeusza, znajdującego się w północno-zachodniej części Iranu, w ostanie Azerbejdżan Zachodni.
W 2020 roku tradycja została wpisana na listę reprezentatywną niematerialnego dziedzictwa kulturowego.

## Charakterystyka
Coroczna pielgrzymka do monastyru św. Tadeusza – jednego z wpisanych na listę światowego dziedzictwa UNESCO ormiańskich klasztorów w Iranie – jest najważniejszym wydarzeniem społecznym i kulturowym dla wiernych należących do Apostolskiego Kościoła Ormiańskiego, dla Ormian pochodzenia irańskiego mieszkających w Armenii oraz dla ludności ormiańskiej mieszkającej w Iranie oraz innych krajach. Ma ona charakter wspólnotowego święta ku czci św. Tadeusza Apostoła oraz św. Sanducht – pierwszej chrześcijańskiej męczennicy.
Pielgrzymi przybywają do klasztoru m.in. z Erywania oraz innych armeńskich miast, a także z miast w Iranie – Teheranu, Isfahanu, Urmii, Salmasu czy Tebrizu, będącego siedzibą ormiańskiej diecezji. Uczestnicy pielgrzymki, których bywa nawet 6 000, często obozują w namiotach, co dodatkowo wzmacnia poczucie przynależności do wspólnoty. Uroczystości religijne obejmują okolicznościowe nabożeństwa, procesje, modlitwy oraz post, a ich zwieńczeniem jest msza święta z komunią i namaszczeniem olejami świętymi. Wydarzeniu towarzyszą także występy ormiańskich zespołów ludowych i chórów. Rzemieślnicy i artyści prezentują swoje rękodzieło, o określonych porach serwowane są tradycyjne dania kuchni ormiańskiej.
Monastyr Świętego Tadeusza jest miejscem pielgrzymek od przeszło dziewiętnastu wieków. W czasach istnienia Związku Radzieckiego, ze względu na narzucone zakazy religijne, udział Ormian z Armeńskiej SRR w pielgrzymce był niemożliwy, jednak pamięć o niej była wciąż przekazywana z pokolenia na pokolenie. Tradycję wznowiono w latach 90. XX wieku, po odzyskaniu przez Armenię niepodległości.
Transmisja tradycji odbywa się na drodze nieformalnej oraz formalnej. Przekaz nieformalny praktykowany jest wśród rodzin należących do Kościoła Ormiańskiego w Armenii i Iranie oraz wśród diaspory ormiańskiej. Wiedza o tradycji w sposób formalny przekazywana jest natomiast w szkołach dla mniejszości ormiańskiej działających w Islamskiej Republice Iranu oraz w ramach publicznej edukacji na temat ormiańskiego dziedzictwa kulturowego, prowadzonej w szkołach w Republice Armenii.